# Carlos Eduardo Thompson Flores Lenz
Carlos Eduardo Thompson Flores Lenz OMM (Porto Alegre, 20 de abril de 1963) é um magistrado brasileiro, desembargador federal e ex-presidente do Tribunal Regional Federal da 4ª Região (TRF-4).
É neto de Carlos Thompson Flores, que foi ministro do Supremo Tribunal Federal (STF), e trineto de Carlos Thompson Flores, fundador da Faculdade Livre de Direito de Porto Alegre.

## Carreira
Formado em direito pela Universidade do Vale do Rio dos Sinos (UNISINOS), ingressou no Ministério Público Federal em dezembro de 1989, após ser aprovado em nono lugar no concurso público de provas e títulos para o cargo de procurador da República.
Em maio de 1996, foi promovido ao cargo de procurador regional da República, exercendo suas atividades perante o Tribunal Regional Federal da 4ª Região.
Em 2000, foi admitido pelo presidente Fernando Henrique Cardoso à Ordem do Mérito Militar no grau de Oficial especial.
Em maio de 2001, foi nomeado por Fernando Henrique Cardoso (DOU, Seção II, 31/05/2001) ao cargo de desembargador federal do Tribunal Regional Federal da 4ª Região (TRF-4), em vaga do quinto constitucional destinada a membro do Ministério Público, tendo sido empossado em 28 de junho do mesmo ano.
Foi eleito presidente do TRF da 4ª Região para o biênio 2017-2019 (que começou em junho), sucedendo o desembargador federal Luiz Fernando Wowk Penteado, que foi vice-presidente do mesmo Tribunal Federal para o biênio 2013-2015.
Em 15 de abril de 2024, no âmbito de uma correição sobre atos de magistrados durante a Operação Lava Jato, Thompson Flores Lenz foi afastado do cargo por decisão do corregedor-geral de Justiça, ministro Luis Felipe Salomão, que considerou ter havido “atípico direcionamento dos recursos obtidos a partir da homologação de acordos de colaboração e de leniência exclusivamente para a Petrobras” e descumprimento de decisões do Supremo Tribunal Federal (STF). No dia seguinte, o plenário do Conselho Nacional de Justiça (CNJ), por 9 votos a 6, confirmou o afastamento de Thompson Flores e do desembargador Loraci Lima, bem como revogou o afastanento da juíza Gabriela Hardt e do juiz Danilo Pereira Júnior, que atuaram na 13ª Vara Federal de Curitiba.